# Isophya acuminata
Isophya acuminata är en insektsart som beskrevs av Brunner von Wattenwyl 1878. Isophya acuminata ingår i släktet Isophya och familjen vårtbitare. Inga underarter finns listade i Catalogue of Life.